# Robin Hood (film, 1973)
A Robin Hood 1973-ban bemutatott amerikai rajzfilm, amely Ken Anderson ötlete alapján készült. A 21. Disney-film rendezője és producere Wolfgang Reitherman. A forgatókönyvet Ken Anderson, Larry Clemmons, Eric Cleworth, Vance Gerry, David Michener, Julius Svendsen és Frank Thomas írta, a zenéjét George Bruns, Floyd Huddleston és Roger Miller szerezte. A mozifilm a Walt Disney Productions gyártásában készült, a Buena Vista Distribution forgalmazásában jelent meg. Műfaja zenés kalandos filmvígjáték.
Amerikában 1973. november 8-án mutatták be a mozikban, Magyarországon 2001. április 3-án adták ki VHS-en. A magyar változatot DVD-n is kiadták.
A rajzfilmben több újrahasznosított animáció jelenik meg a korábbi Disney-művekből.

## Szereplők
| Szereplő          | Eredeti hang                    | Magyar hang                         | Leírás |
| ----------------- | ------------------------------- | ----------------------------------- | --- |
| Robin Hood        | Brian Bedford                   | László Zsolt                        | Egy jóképű róka, a film főhőse, a Sherwood-i erdő ravasz rablóvezére, aki Little Johnnal együtt lopja el az egész aranyat János hercegtől, és odaadja a szegény Nottingham város lakóinak. |
| Marian kisasszony | Monica Evans Nancy Adams (ének) | Kovács Nóra Szinetár Dóra (ének)    | Egy bájos nőstény róka, aki régen szerette egykorú szerelmét, Robin Hoodot. |
| Little John       | Phil Harris                     | Koroknay Géza Sárkány Kázmér (ének) | Egy medve, Robin Hood hűséges társa, a Sherwood-i erdő egyszemélyes tagja. |
| János herceg      | Peter Ustinov                   | Harsányi Gábor                      | Egy oroszlán, a gonosz kapzsi trónbitorló, aki mindenáron elkapja Robin Hoodot. |
| Richárd király    | Peter Ustinov                   | Harsányi Gábor                      | Egy oroszlán, Nottingham város nagyra becsült királya. |
| Szisz             | Terry-Thomas                    | Cseke Péter                         | Egy kígyó, János herceg kancellárja, aki állandóan sziszeg, ötleteket ad János hercegnek, Robin Hood ellen.                                                                                |
| Nottingham-i bíró | Pat Buttram                     | Csuja Imre                          | Egy farkas, János herceg adószedője Nottingham-ben, aki elcsalja a pénzt a szegényektől.                                                                                                   |
| Tuck barát        | Andy Devine                     | Makay Sándor                        | Egy borz, Nottingham város jótevő szerzetese. |
| Kodács            | Carole Shelley                  | Halász Aranka                       | Egy tyúk, Marian kisasszony udvarhölgye. |
| Alan-A-Dale       | Roger Miller                    | Schwimmer János                     | Egy kakas, Nottingham város dalnoka, a híres mesemondó. |
| Ravasz            | George Lidsey                   | Tardy Balázs                        | Egy morcos, éles szemű keselyű a "Böske" nevű nyílpuskájával, a Nottingham-i bíró csatlósa.                                                                                                |
| Kótyag            | Ken Curtis                      | Bakai László                        | Egy bolondos, féleszű keselyű az alabárdjával, a Nottingham-i bíró csatlósa. |
| Ugri              | Billy Whittaker                 | Baradlay Viktor                     | Egy nyuszi fiú, a nyúlmama fia a többi közül, aki a születésnapjára kapta Robin Hood-tól az íjat és a nyilat, és hozzá egy kalapot.                                                        |
| Toby              | Richie Sanders                  | Stukovszky Tamás                    | Egy fiatal teknős fiú, a nyuszi testvérek barátja. |
| Ugri nővére       | Dana Laurita                    | Lamboni Anna                        | A nyúlmama idősebbik lánya a többi közül. |
| Ugri húga         | Dori Whitaker                   | Szalay Gyöngyvér                    | A nyúlmama kisebbik lánya a többi közül, aki mindig hordozza a nyuszibabáját. |
| Nyúlmama          | Barbara Luddy                   | Gyimesi Pálma                       | Az özvegy nőstény nyúl Nottingham-ben, akinek sok gyereke van. |
| Sexton felesége   | Barbara Luddy                   | Erdélyi Mari                        | Templomegér mama Tuck barát templomában. |
| Otto              | J. Pat O’Malley                 | Vizy György                         | Egy kutya, a törött lábú kovács Nottingham-ben. |
| Kapitány          | Candy Candido                   | Bácskai János                       | Egy krokodil, az orrszarvúőrség kapitánya. |
| Sexton            | John Fiedler                    | Tarján Péter                        | Templomegér papa Tuck barát templomában. |
| Szöveg felolvasó  | Szöveg felolvasó                | Bozai József                        | – |

## Betétdalok
| Magyar                              | Magyar                            | Angol                      | Angol                      |
| Dal                                 | Előadó                            | Dal                        | Előadó                     |
| ----------------------------------- | --------------------------------- | -------------------------- | -------------------------- |
| Csak fütyül                         | Csak fütyül                       | Whistle-Stop               | Roger Miller               |
| Robin Hood és Little John           | Schwimmer János                   | Robin Hood and Little John | Roger Miller               |
| Szeress nagyon                      | Szinetár Dóra                     | Love                       | Nancy Adams                |
| A mondák is mind gyagyásnak mondják | Sárkány Kázmér Bergendy-együttes  | The Phony King of England  | Phil Harris Disney chorus  |
| Mindenütt jár kis vidámság          | Schwimmer János                   | Not in Nottingham          | Roger Miller               |
| Oo-de-lally                         | Schwimmer János Bergendy-együttes | Oo-de-lally                | Roger Miller Disney chorus |

## Jelölés
- 1974 – Oscar-díj jelölés – a legjobb eredeti filmdal – George Bruns, Floyd Huddleston – "Love"

## Televíziós megjelenések
HBO, M1, M2 